# Wiener Kindertheater
Das 1994 von Sylvia Rotter gegründete Wiener Kindertheater ist das einzige Theater Wiens, dessen Ensemble ausschließlich aus Kindern besteht. Das Büro befindet sich in der Taborstraße 11b/2/26c, im 2. Gemeindebezirk Wiens. Die Workshop- und Proberäumlichkeiten sind im 3. Bezirk, in der Weyrgasse 7.
Das Theater hat jährlich eine Produktion. Meistens werden klassische Theaterstücke einstudiert, die dann in Schulen und auf „richtigen“ Theaterbühnen für Erwachsene aufgeführt werden. Oft wird das Theater zu Gastspielen (in Österreich und im Ausland) eingeladen.
Semesterweise werden Theaterkurse für Kinder angeboten, die allerdings nur nach Absolvierung von zwei internen Workshops besucht werden können. Die Mitarbeiter des Theaters legen Wert darauf, dass die Kinder ihren sprachlichen und körperlichen Ausdruck entdecken und ihn auf spielerische Weise entwickeln, nicht das Einpauken von Texten steht im Mittelpunkt. Bewegungsspiele, fantasieanregende Übungen, Atemtechnik und Gedächtnistraining stehen auf dem Programm der Kurse. Das Theaterspiel soll den Kindern helfen, auch ihre Alltagsprobleme zu bewältigen und selbstbewusster zu werden. Die Produktionen werden auch aufgezeichnet und Schulen für pädagogische Arbeit angeboten. Das Theater veranstaltet auch Sonderprojekte, wie z. B. Kulturvermittlungsarbeit bei jugendlichen Straftätern oder Projekte für Schulen mit einem Schwerpunkt.

## Das Team
Sylvia Rotter, die Leiterin des Wiener Kindertheaters ist selber Schauspielerin, sie hat in England, an der Royal Academy of Dramatic Arts ihre Schauspielausbildung absolviert. Sie spielte unter anderem auch im Royal National Theatre. Im Dezember 1999 wurde sie zur Vorsitzenden des Publikumsforum der Bundestheater Holding GmbH gewählt. In dieser Funktion war sie bis Dezember 2005 als Aufsichtsrat der Bundestheater tätig.
Die Musicalautorin und Regisseurin Di Trevis leitet die Meisterklassen, Dominic Muldowney komponiert die Musik und Shona Morris, movement coach, arbeitet mit den Kindern im Bereich der Bewegung der Rollen, die sie spielen.

## Die bisher aufgeführten Stücke
- Der Revisor (Nikolai Wassiljewitsch Gogol) 2019 MuTh
- Ein Sommernachtstraum (William Shakespeare) 2018 MuTh
- Das Mädchen aus der Feenwelt oder Der Bauer als Millionär (Ferdinand Raimund) 2017 MuTh
- Der eingebildet Kranke (Molière) 2016 MuTh
- Die schlimmen Buben in der Schule (Johann Nestroy) 2015 MuTh
- Was ihr wollt (William Shakespeare) 2014 MuTh
- Das Sparschwein (Eugène Labiche und Botho Strauß) 2013 MuTh
- Der Verschwender  (Ferdinand Raimund) 2012 Studio Molière
- Krach in Chiozza (Carlo Goldoni) 2011 Studio Molière
- Der Alpenkönig und der Menschenfeind  (Ferdinand Raimund) 2010 Studio Molière
- Der Talisman (Johann Nestroy) 2009 Studio Molière
- Wie es euch gefällt (William Shakespeare) 2008 Studio Molière
- Der Diener zweier Herren (Carlo Goldoni) 2007 Studio Molière
- Einen Jux will er sich machen (Johann Nepomuk Nestroy) in Kooperation mit dem Burgtheater 2006
- Ein Sommernachtstraum (William Shakespeare) Studio Molière 2005
- Maria Stuart (Friedrich Schiller) Freie Bühne Wieden 2005
- Die Tochter des Brunnenmachers  Pagnol 2004
- Romeo und Julia (William Shakespeare) 2004
- Der eingebildete Kranke (Molière) Studio Molière 2004
- Das Sparschwein (Eugène Labiche und Botho Strauß) Studio Molière 2003
- Der Ball der Diebe (Jean Anouilh) Ensemble Theater am Petersplatz 2002
- Der Zerrissene (Johann Nepomuk Nestroy) Ensembletheater am Petersplatz und im Radiokulturhaus 2001
- Krach in Chiozza  (Carlo Goldoni) Ensemble Theater am Petersplatz 2000
- Der Widerspenstigen Zähmung (William Shakespeare) Rabenhof Theater 1999
- Der Talisman (Johann N. Nestroy) Ensembletheater am Petersplatz 1998
- Was ihr wollt (William Shakespeare) Ensembletheater am Petersplatz 1997
- Ein Sommernachtstraum (William Shakespeare) Stadtschulratgebäude 1996

## Das frühere Wiener Kindertheater
Das jetzige Wiener Kindertheater ist allerdings nicht die erste Kinderbühne, die in Wien gegründet wurde. Ebenfalls unter dem Namen Wiener Kindertheater, aber nicht als Vorgänger der heutigen Institution, hatte die in Wien geborene Tänzerin, Choreografin und Pädagogin Hanna Berger ein Ensemble von 1945 bis 1950 geleitet. Bergers Ziel war es, Kindern aus armen Verhältnissen, die Möglichkeit zu Kreativität und Bildung zu geben und sie zu einer unverbildeten, natürlichen Spielweise hinzuführen. Unter dem Motto „Kinder spielen für Kinder“ brachte Berger vier große und mehrere kleine Produktionen in Wiener Volksbildungshäusern heraus und gastierte damit nicht nur in Österreich, sondern u. a. auch in Berlin, Dresden und Budapest. Im Kinder-Ensemble befanden sich u. a. die später bekannt gewordenen Schauspieler Christine Ostermayer und Klaus Löwitsch, aber auch der Tänzer und Choreograf Gerhard Senft.
Von 1950 an arbeitete unter dem Namen Wiener Kindertheater auch eine Kindertheatergruppe unter der Leitung von Grete Reinhart, im Kaiserpark in der Neubaugasse, das aus einer Kinderspielgruppe und einer Kindertanzgruppe bestand und auf der Freilichtbühne des Parks die Aufführungen abhielt. Die Bühne tat sich später mit dem Theater der Jugend zusammen. Grete Reinhart war nicht nur Leiterin, sie schrieb auch Stücke und führte Regie, sie war auch für Choreografien, Bühnenbild, Kostüme zuständig und trat oft mit den Kindern auf.
Und im Frühjahr 1951 wurde im Rahmen der ersten offiziellen Wiener Festwochen nach Kriegsende Struwelpeter im Walde in der Inszenierung der Kindertanzgruppe Reinhart aufgeführt.